# Скални релефи в Дадзу
Скалните релефи в Дадзу (на китайски: 大足石刻) са няколко групи скални скулптури в Чунцин, Централен Китай. През 1999 година са включени в Списъка на световното наследство на ЮНЕСКО.
Създадени между IX и XIII век, те са разделени на 5 групи, отдалечени на километри една от друга:
- Бейшан е най-големият комплекс с дължина около 300 метра и височина 7 до 10 метра и повече от 10 хиляди фигури със сюжети от тантрическия будизъм и даоизма;
- групата Шъджуаншан е с дължина над 130 метра и включва будистки, даоистки и конфуциански фигури от империята Сун;
- Шъмъншан с дължина 72 метра, също от империята Сун, но от малко по-късен период, изобразява главно будистки и даоистки сюжети;
- групата Наншан с дължина 86 метра включва главно даоистки фигури;
- Баодиншан, разположена в извита клисура с дължина 500 метра, включва много голям брой фигури, свързани с тантрическия будизъм, както и сцени от ежедневието.

- Скални релефи в Дадзу